# 魏恩贝根
魏恩贝根（德語：Weinbergen，發音：[ˈvaɪnˌbɛʁɡn̩]）是德国图林根州温斯特鲁特-海尼希县曾经的一个市镇，面积43.77平方千米，2017年12月31日人口为3,068人。2019年1月1日，魏恩贝根并入市镇米尔豪森。